# أندي ديفين
أندي ديفين (بالإنجليزية: Andy Devine)‏ مواليد 7 أكتوبر 1905 في فلاغستاف، أريزونا، الولايات المتحدة - الوفاة 18 فبراير 1977 في أورانج، الولايات المتحدة، هو ممثل أمريكي بدأ مسيرته الفنية سنة 1926. ظهر في قرابة 400 فيلما.

## الأعمال
- السيدة المقدسة
- سمول تاون غيرل
- روميو وجولييت
- مولد نجم
- في شيكاغو القديمة
- عربة الجياد
- حول العالم في 80 يوما
- الرجل الذي أطلق النار على ليبرتي فالنس
- كيف غلب الغرب
- إنه عالم مجنون مجنون مجنون مجنون

## روابط خارجية
- أندي ديفين على موقع IMDb (الإنجليزية)
- أندي ديفين على موقع الموسوعة البريطانية (الإنجليزية)
- أندي ديفين على موقع ألو سيني (الفرنسية)
- أندي ديفين على موقع ميوزك برينز (الإنجليزية)
- أندي ديفين على موقع أول موفي (الإنجليزية)
- أندي ديفين على موقع قاعدة بيانات الأفلام السويدية (السويدية)
- أندي ديفين على موقع إن إن دي بي (الإنجليزية)
- أندي ديفين على موقع قاعدة بيانات الفيلم (الإنجليزية)
- أندي ديفين على موقع كينوبويسك (الروسية)